# 黒澤宏貴
黒澤 宏貴（くろさわ ひろき、2006年4月15日 - ）は日本の俳優。テアトルアカデミー所属。「ゆるゆる学級」のメンバー。

## 略歴
0歳よりテアトルアカデミーにて子役として活動している。きっかけは祖母に勧められたこと。3歳頃から仕事が多くなった。

## 人物
- 趣味特技は卓球

- 幼少期の頃の好きな食べ物はトマト・きゅうり

- 中学生時の好きな教科は数学
- 世界一嫌いなこと・ものはオバケ

## 出演

### テレビドラマ
- 被爆した女たちは生きた〜長崎県女、クラスメイトたちの65年〜（2010年8月9日、NHK BS-hi） - 林桂 役
- NHK大河ドラマ江〜姫たちの戦国〜（2011年、NHK） - 豊臣秀頼（幼少期） 役
- ドン★キホーテ（2011年7月9日 - 9月24日、日本テレビ） - 見崎駿 役
- 大河ドラマ平清盛（2012年、NHK） - 清三郎（平宗盛の幼名時代） 役
- ATARU（2012年6月10日、TBS） - 村井朗 役
- 三毛猫ホームズの推理（2012年6月16日、日本テレビ） - 病院の少年 役
- 警視庁機動捜査隊216 Ⅲ 命の値段（2012年12月24日、TBS） - 城島将太 役
- とんび（2013年1月13日 - 3月17日、TBS） - 坂本健介 役
- 明日の光をつかめ -2013 夏-（2013年7月1日 - 8月30日、東海テレビ・フジテレビ系列） - 長里真之介 役
- 刑事のまなざし（2013年10月21日、TBS） - 栗原裕希 役
- 世にも奇妙な物語 2014年 春の特別編「ラスト・シネマ」（2014年4月5日、フジテレビ） - 岩崎和彦（幼少期） 役
- ジゴロ in シェアハウス（2015年3月13日 - 、TBSチャンネル） - 神路賢太 役
- 法医学教室の事件ファイル41（2015年11月28日、テレビ朝日） - 村越孝之 役
- 怪盗探偵 山猫 第9話（2016年3月12日、日本テレビ） - 勝村（幼少期）役
- ミステリー作家・朝比奈耕作シリーズ 花咲村の惨劇（2016年6月6日、TBS） - 花柳一呂志（幼少期） 役
- 相棒 season15 第7話（2016年11月23日、テレビ朝日） - 高木翔太 役
- 連続ドラマW 楽園（2017年1月 - 3月、WOWOW） - 萩谷等 役
- 13 （2020年8月1日 - 22日、東海テレビ・フジテレビ） - 日置渉（13歳時） 役
- ケイ×ヤク -あぶない相棒- 第10話（最終回）（2022年3月17日、読売テレビ・日本テレビ） - 森川大貴 役

### CM
- バンダイ『プレミアムバンダイ』「キャラデコ 仮面ライダー鎧武」（2013年）
- フジッコ『おまめさん』（2013年）
- イオン『イオントップバリュ』
  - 「COOLISHFACT」（2013年） - 観月ありさと共演
  - 「トップバリュ ザクうまコロッケ」（2015年）
- ダイドードリンコ『DyDo自販機』秋冬篇（2014年）
- ハウス食品『こくまろカレー』（2014年）
- COCO塾ジュニア「英語で案内」篇（2015年）
- 日清オイリオグループ『ヘルシーベジオイル』「春のフライ・デー」篇（2015年） - 二宮和也と共演
- 日本ケンタッキー・フライド・チキン
- 第一三共
- セブン&アイ・ホールディングス

### 映画
- タイガーマスク（2013年11月）
- 村木組ショートフィルム 「飛んで、流れて、消えて」 主演 (門真国際映画祭2020優秀作品賞)

### youtube
- ゆるゆる学級（チャンネル名）のメンバー（2019年11月2日 - 加入〜2021年12月31日 - チャンネル活動休止）

### その他
- HOME MADE 家族シングル『横恋慕』 - ミュージックビデオに出演[2]
- トヨタ自動車 - 企業広告「もっとよくしよう。」